# Мокрая Буйвола (посёлок)
Мо́края Буйвола́ — посёлок в составе Благодарненского городского округа Ставропольского края России.

## Варианты названия
- Мокрая-Буйвола[2].

## География
Реки Сухая Буйвола и Мокрая Буйвола
На юге: хутор Кучурин
Расстояние до краевого центра: 102 км.
Расстояние до районного центра: 14 км.

## История
На 1 марта 1966 года посёлок железнодорожной станции Мокрая Буйвола входил в состав Александрийского сельсовета с центром в селе Александрия:9.
До 1 мая 2017 года входил в состав территории сельского поселения Александрийский сельсовет Благодарненского района Ставропольского края.

## Население
| 1989 | 2002 | 2010 | 2014 | 2021 | 2023 |
| ---- | ---- | ---- | ---- | ---- | ---- |
| 157  | ↗181 | ↘179 | ↘100 | ↗124 | →124 |

По данным переписи 2002 года в национальной структуре населения преобладают русские (88 %).
По данным переписи 2020 года в национальной структуре населения даргинцы составляли 15,26 %

## Инфраструктура
- Станция железной дороги
- Автодорога Р-266